# Idindagã
Idindagã (em sumério: 𒀭𒄿𒁲𒀭𒁕𒃶; romaniz.: di-din dda-gan; lit. Iddin-Dagān; fl. 1 975 a.C. - 1 954 a.C.) foi o terceiro governante da dinastia de Isim. Ele reinou por 21 anos (de acordo com sua lista de nomes de anos existente)  Idindagã foi precedido por seu pai Su-ilisu e foi sucedido por seu filho Ismedagã. 

## Biografia
Entre os títulos de Idindagã se incluíam: “Rei Poderoso” - “Rei de Isim” - “Rei de Ur” - “Rei da Terra da Suméria e da Acádia.” O nome do seu primeiro ano de reinado foi registrado em um recibo de farinha e diz: “Ano Idindagã (era) rei e (sua) filha Matum-Niatum (“ a terra que nos pertence ”) foi tomada em casamento pelo rei de Ansã.”  Ela se casou com Imazu (filho de Quindatu) e o noivo era possivelmente o rei da região de Simasqui (Shimashki), mas foi descrito como o rei de Ansã em uma inscrição de selo. Quindatu fora expulso da cidade-estado de Ur por Isbi-Erra (o fundador da dinastia de Isim). 
Existe apenas um texto monumental contemporâneo ao seu reinado contendo seu nome. É um fragmento de uma estátua de pedra com uma inscrição votiva que invoca a deusa Ninsuna e o deus Damu para amaldiçoar aqueles que fomentarem más intenções contra Idindagã.  Outras duas cópias em tabletes de argila escritas posteriormente ao seu reinado registram a construção de um objeto não especificado criado para o deus Nana foram encontrados pelo arqueólogo britânico Leonard Woolley em uma escola de escribas na cidade-estado de Ur.  Em outro tablete de argila encontrado no Enunmaḫ (é.dub.lá.maḫ o templo de Nana em Ur), datada do 14º ano do reinado de Gungunum de Larsa (fl. 11 868 a.C. - 1 841 a.C.), após este ter conquistado Ur, que trazia a impressão do selo de um servo da época de Idindagã, ou seja um selo que estava em uso por pelo menos 35 anos. 
Um outro tablete de argila da época do reinado de Enlil-Bani o 10º rei da dinastia de Isim, comentava a transferência de Isim para Nipur de duas estátuas que foram criadas na época de Idindagã, esta inscrição provavelmente fornece o texto que estaria gravado originalmente nas estátuas 170 anos antes. 
Além desses dados existiu uma correspondência entre 'Idindagã com seu general Sinilate (Sin-illat) sobre o estado de suas tropas, após uma emboscada pelos feita pelos amoritas de Martu próximo a Caculatum (Kakkulātum) 